# عقد 340 هـ
عقد 340 هـ هو الفترة بين عام 340 إلى 349 في التقويم الهجري، أي العشر سنوات الخامسة من القرن الرابع الهجري.